# Begonia aequilateralis
Espèce
Begonia aequilateralis est une espèce de plantes de la famille des Begoniaceae.
Ce bégonia est originaire de Selangor, en Malaisie. L'espèce fait partie de la section Platycentrum ; elle a été décrite en 1929 par le botaniste allemand Edgar Irmscher (1887-1968) et l'épithète spécifique, aequilateralis, signifie « qui a les côtés égaux ».